# بخش اورشلیم (شهرستان لوکاس، اوهایو)
بخش اورشلیم (به انگلیسی: Jerusalem Township) یک منطقهٔ مسکونی در ایالات متحده آمریکا است که در شهرستان لوکاس، اوهایو واقع شده‌است.
 بخش اورشلیم ۶۸۸٫۴ کیلومتر مربع مساحت و ۳٬۱۰۹ نفر جمعیت دارد و ۱۷۵ متر بالاتر از سطح دریا واقع شده‌است.